# Он, она и дети
«Он, она и дети» (латыш. Viņš, viņa un bērni) — телевизионный художественный фильм режиссёров Олега Розенберга и Ольгерта Дункерса. Снят по заказу Гостелерадио СССР на Рижской киностудии в 1986 году. Премьера на Центральном телевидении — 19 февраля 1987 года.

## Сюжет
Лирический рассказ о тихой любви двух обычных людей. Он метеоролог, по возможности подрабатывает техническими переводами в одном из издательств, живёт вдвоём с сыном-десятиклассником. Она — творческий работник, массовик в парке культуры и отдыха, воспитывает дочь. Ему 45, ей под 40, живут в одном микрорайоне, их дети-ровесники учатся в одной школе. Они оба одиноки — его жена погибла, её бывший муж иногда шлёт алименты.
Друзья и коллеги по-разному отнеслись к их роману. Одни поддержали влюблённых, другие — нет. Дети героев также ревниво следят за желанием своих родителей создать новую семью. Их недоверие усиливается и взаимным непониманием. Саша и Аня — оба очень увлечённые, но разные люди. Сашина жёсткость по отношению к людям отпугивает Аню. Через трудное общение, шаг за шагом, стараясь соблюдать интересы друг друга, все четверо делают попытку научиться жить вместе.

## В ролях
- Лилита Озолиня — Валерия Снежкова (озвучивание — Татьяна Иванова; нет в титрах)
- Виталий Соломин — Вячеслав Михайлович
- Икар Самарджиев — Саша
- Андра Гулбе — Аня Снежкова
- Петерис Лиепиньш — Виктор, друг Славы
- Гунта Виркава — Зина, подруга Валерии
- Хелена Романова — бабушка Саши
- Элита Крастиня — железнодорожный кассир
- Вайронис Яканс — отец Виктора
- Юрис Рийкурис — Юрис Юрьевич, коллега Валерии
- Освальд Берзиньш — директор конного завода
- А. Сиполс — конюх

## Съёмочная группа
- Авторы сценария: Олег Колесников, Роман Фурман
- Режиссёры-постановщики: Олег Розенберг, Ольгерт Дункерс
- Оператор-постановщик: Мартыньш Клейнс
- Композитор: Иварс Вигнерс
- Художник-постановщик: Индулис Гайланс